# Урочище «Кути» (заказник)
Уро́чище «Ку́ти» — ландшафтний заказник місцевого значення в Україні. Розташований у межах Ічнянського району Чернігівської області, при південно-західній околиці міста Ічня. 
Площа 450 га. Статус присвоєно згідно з рішенням Чернігівського облвиконкому від 04.12.1978 року № 529; від 27.12.1984 року № 454; від 28.08.1989 року № 164. Перебуває у віданні ДП «Прилуцьке лісове господарство» (Жадьківське л-во, кв. 35-42, 44-46). 
Статус присвоєно для збереження частини лісового масиву, у деревостані якого: сосна, дуб, береза та інші. 
Заказник «Урочище «Кути» входить до складу Ічнянського національного природного парку.